# Румлёво
Парк «Румлёво» — памятник садово-паркового искусства, пейзажного типа, юго-восточнее города Гродно, Беларуси. Расположен на высоком плато, ограниченном с северо-востока берегом р. Неман, с северо-запада глубоким рвом. В центре парка находился усадебный дом (не сохранился), к нему вела кленовая аллея (сохранилась частично), разделяющая парк на 2-е половины. В северо-западной части парка густые посадки деревьев вокруг, круглой шатровой башни (возведена в 1880 году из бутового камня). В центре юго-восточной части большая поляна, окружённая куртинами (ныне здесь стадион). Произрастают вяз, дуб, каштан, клён, сирень, сосна, тополь.

## Летопись лесопарка Румлёво

Парк «Румлёво» в Гродно

- Во время образования г. Гродно лесомассив, сейчас называется лесопарком Румлёво, входил в состав Гродненской пущи.
- В середине XIX века Игнатий Лехницкий продает территорию парка Якову Румелю.
- При Игнатии Лехницком и Якове Румеле складывался современный вид лесопарка Румлёво.
- После Якова Румеля владельцем лесопарка стал помещик Видацкий, муж Франциски Видацкой, матери Элизы Ожешко.
- После смерти мужа Франциска Видацкая стала владелицей имения и парка.
- После смерти матери Элиза Ожешко продала земли отставному генералу Васильковскому. Вдова генерала Васильковского передала часть лесопарка военному ведомству. В последующее время вся часть Румлёво перешла военным.

Парк «Румлёво» у реки Неман

- В 1914 году в лесопарке расположилась артиллерийская батарея.
- В 1920 году Гродно переходит к Речи Посполитой, и в парке располагаются части польской армии.
- После 1945 года на одной части территории парка разместился детский оздоровительный лагерь, принадлежавший военному ведомству, а на другой — летняя база военных частей.
- В 1980-х годах началось строительство микрорайона Румлёво.
- В 1990 году в юго-западной части строится и действует школа — гимназия № 1.
- В 1991 году после распада СССР военное ведомство передало территорию парка в «штатское» ведение.
- В 1993 году школьный коллектив гимназии, жители микрорайона и администрация города придали лесопарку Румлёво статус памятника природы местного значения (ботанический).
- С 1993 года по сей день парк является центром экообразовательной деятельности Октябрьского района г. Гродно.